# Domenico Starnone
Domenico Starnone (Saviano, 15 febbraio 1943) è uno scrittore, sceneggiatore e insegnante italiano.

## Biografia
Starnone è nato a Saviano, nel 1943. Ha insegnato a lungo nella scuola media superiore di Colleferro, al liceo Marconi, all'Istituto Tecnico Statale "S. Cannizzaro" e all'Istituto Tecnico per il Turismo "Livia Bottardi" di Roma, dove tra l'altro è ambientato il libro Ex cattedra e dove è stato girato il film La scuola. 
A lungo redattore delle pagine culturali del quotidiano Il manifesto, ha collaborato con la rivista I Giorni Cantati del Circolo Gianni Bosio. Ha tenuto rubriche sui settimanali satirici Cuore, Tango, Boxer. Nel 2001 ha vinto il Premio Strega con il romanzo Via Gemito. Fino al 2023 ha curato ogni settimana la rubrica Parole per la rivista Internazionale. Ha scritto inoltre su numerosi giornali, tra cui l'Unità, La Repubblica e il Corriere della Sera, dove dal 1992 al 1997 ha curato settimanalmente la rubrica La grammatica della scuola. Ha esordito come narratore nel 1987 con Ex cattedra, racconto di un anno scolastico.
A partire dal 1993 ha cominciato a scrivere anche per il cinema e la televisione: dai suoi libri sono stati tratti i film La scuola (1995) di Daniele Luchetti, Auguri professore (1997) di Riccardo Milani, Denti (2000) di Gabriele Salvatores, la serie televisiva Fuoriclasse (2011-2015) e Confidenza (2024) di Daniele Luchetti. Nel 2016 adatta per il teatro il proprio romanzo Lacci, che viene portato in scena da Silvio Orlando, per la regia di Armando Pugliese: fra gli interpreti Roberto Nobile, Maria Laura Rondanini, Sergio Romano (sostituito da Pier Giorgio Bellocchio l'anno dopo)  e Vanessa Scalera. Starnone adatterà poi lo stesso testo anche per il cinema: protagonista dell'omonimo film di Daniele Luchetti, presentato alla Mostra di Venezia nel 2020, è di nuovo Silvio Orlando.

## Vita privata
È sposato con Anita Raja, indicata, da sola o con Starnone stesso, tra le possibili identità nascoste di Elena Ferrante.

## Opere

### Romanzi
- Ex cattedra, s.l., Rossoscuola e Il manifesto, 1987
- Il salto con le aste, Milano, Feltrinelli, 1989. ISBN 88-07-01377-0
- Segni d'oro, Milano, Feltrinelli, 1990. ISBN 88-07-70003-4
- Fuori registro, Milano, Feltrinelli, 1991. ISBN 88-07-81186-3
- Sottobanco, Comitato di svalutazione, Roma, e/o, 1992. ISBN 88-7641-154-2
- Eccesso di zelo, Milano, Feltrinelli, 1993. ISBN 88-07-01449-1
- Denti, Milano, Feltrinelli, 1994. ISBN 88-07-01465-3
- Solo se interrogato. Appunti sulla maleducazione di un insegnante volenteroso, Milano, Feltrinelli, 1995. ISBN 88-07-17002-7
- La retta via. Otto storie di obiettivi mancati, Milano, Feltrinelli, 1996. ISBN 88-07-81400-5
- Via Gemito, Milano, Feltrinelli, 2000. ISBN 88-07-01576-5 Premio Strega[7], Premio Napoli nel 2001[8] e Premio Selezione Campiello[9] (riedito da Torino, Einaudi, 2020)
- La collega Passamaglia, Roma, Edizioni di Gabriele e Mariateresa Benincasa, 2001
- Alice allo Strega, Milano, Telecom, 2002
- Labilità, Milano, Feltrinelli, 2005. ISBN 88-07-01667-2
- Ex cattedra e altre storie di scuola, Milano, Feltrinelli, 2006. ISBN 88-07-49048-X
- Prima esecuzione, Milano, Feltrinelli, 2007. ISBN 978-88-07-01735-3
- Spavento, Torino, Einaudi, 2009. ISBN 978-88-06-19477-2
- Fare scene. Una storia di cinema, Roma, Minimum fax, 2010. ISBN 978-88-7521-257-5
- Autobiografia erotica di Aristide Gambía, Torino, Einaudi, 2011. ISBN 978-88-06-19478-9
- Lacci, Torino, Einaudi, 2014. ISBN 978-88-06-19479-6
- Scherzetto, Torino, Einaudi, 2016. ISBN 978-88-06-23235-1
- Le false resurrezioni, Torino, Einaudi, 2018. ISBN 978-88-06-23335-8 [Contiene Segni d'oro; Eccesso di zelo; Denti]
- Confidenza, Torino, Einaudi, 2019. ISBN 978-88-06-24356-2
- Vita mortale e immortale della bambina di Milano, Torino, Einaudi, 2021, ISBN 9788806252120
- Il vecchio al mare, Torino, Einaudi, 2024

### Saggi, introduzioni e postfazioni
- L'eroe, la santa, le polveri: antinfortunistica sacra alla Snia di Colleferro, in "I giorni cantati", n. 1, Firenze, La casa Usher, 1981.
- La corte e la piazza: galateo dell'improvvisazione, in "I giorni cantati", n. 2/3, Firenze, La casa Usher, 1982.
- Scuola, ricerca e teatro. Per riprendere la parola, in "I giorni cantati", n. 4, Foligno, Editoriale Umbra, 1983.
- Terapia per letterati, postfazione a Mark Twain, Racconti comici, Roma, e/o, 1991. ISBN 88-7641-112-7.
- Il giro di vite di H. James, in Leggere gli anni verdi. Racconti di letture sull'infanzia e l'adolescenza, Roma, e/o, 1992. ISBN 88-7641-126-7.
- Introduzione a Edmondo De Amicis, Cuore, Milano, Feltrinelli, 1993. ISBN 88-07-82057-9.
- Il ritratto insanguinato. Racconto scolastico, introduzione a Ugo Foscolo, Ultime lettere di Jacopo Ortis, Milano, Feltrinelli, 1994. ISBN 88-07-82100-1.
- Il lettore adolescente, introduzione a Joseph Conrad, Lord Jim, Milano, Feltrinelli, 2002. ISBN 88-07-82160-5.
- Il disagio dell'imperfetto. Su Adele di Federigo Tozzi, in Dieci decimi. Sguardi a ritroso sulla nostra letteratura, Milano, Scuola Holden-BUR, 2003. ISBN 88-17-00002-7.
- Prefazione a John Fante, Dago Red, Torino, Einaudi, 2006. ISBN 88-06-17138-0.
- Il nocciolo solare dell'esperienza, saggio introduttivo a Luigi Meneghello, Opere scelte, Milano, Arnoldo Mondadori Editore, 2006. ISBN 88-04-54925-4.
- La fratellanza inquieta, prefazione a Carmelo Samonà, Fratelli, Torino, UTET, 2006. ISBN 88-02-07499-2.
- I segni delle ferite, prefazione a Raffaele La Capria, Ferito a morte, Torino, UTET, 2006. ISBN 88-02-07444-5.
- Prefazione a Raymond Carver, Cattedrale, Roma, minimum fax, 2008. ISBN 978-88-7521-192-9.
- Introduzione a Rocco Brindisi, La moglie di Youssef gioca con i fiocchi di neve, Roma, Empirìa, 2010. ISBN 978-88-96218-13-6.

### Racconti
- Condom Butterfly, in Mondi al limite. 9 scrittori per Medici Senza Frontiere, Milano, Feltrinelli, 2008. ISBN 978-88-07-17159-8.
- Il palloncino verde, in I colori di Roma, a cura di Giuseppe Cerasa, Roma, editoriale l'Espresso, 2008.
- Il ricco epulone, in Ti vengo a cercare. Interviste impossibili, a cura di Valentina Alferj e Barbara Frandino, Torino, Einaudi, 2011. ISBN 978-88-06-20745-8.

### Teatro
- Sottobanco, Comitato di svalutazione, Roma, e/o, 1992. ISBN 88-7641-154-2.

## Filmografia

### Soggetto
- La scuola, regia di Daniele Luchetti (1995)
- Auguri professore, regia di Riccardo Milani (1997)
- I piccoli maestri, regia di Daniele Luchetti (1998)
- Del perduto amore, regia di Michele Placido (1998)
- La guerra degli Antò, regia di Riccardo Milani (1999)
- Tutto l'amore che c'è, regia di Sergio Rubini (2000)
- L'anima gemella, regia di Sergio Rubini (2002)
- Il posto dell'anima, regia di Riccardo Milani (2003)
- Ovunque sei, regia di Michele Placido (2004)
- L'amore ritorna, regia di Sergio Rubini (2004)
- L'avvocato Guerrieri - Testimone inconsapevole, regia di Alberto Sironi (2007) - Film TV
- Il capo dei capi (2007) - Miniserie TV
- L'avvocato Guerrieri - Ad occhi chiusi, regia di Alberto Sironi (2008) - Film TV
- L'uomo nero, regia di Sergio Rubini (2009)
- Fuoriclasse (2011)

### Sceneggiatore
- La scuola, regia di Daniele Luchetti (1995)
- Auguri professore, regia di Riccardo Milani (1997)
- I piccoli maestri, regia di Daniele Luchetti (1998)
- Del perduto amore, regia di Michele Placido (1998)
- La guerra degli Antò, regia di Riccardo Milani (1999)
- Tutto l'amore che c'è, regia di Sergio Rubini (2000)
- L'anima gemella, regia di Sergio Rubini (2002)
- Il posto dell'anima, regia di Riccardo Milani (2003)
- Ovunque sei, regia di Michele Placido (2004)
- L'amore ritorna, regia di Sergio Rubini (2004)
- La febbre, regia di Alessandro D'Alatri (2005)
- Signorina Effe, regia di Wilma Labate (2007)
- L'avvocato Guerrieri - Testimone inconsapevole, regia di Alberto Sironi (2007) - Film TV
- Il capo dei capi (2007) - Miniserie TV
- L'avvocato Guerrieri - Ad occhi chiusi, regia di Alberto Sironi (2008) - Film TV
- L'uomo nero, regia di Sergio Rubini (2009)
- Lacci, regia di Daniele Luchetti (2020)

## Riconoscimenti
- Via Gemito, Premio Strega[7], Premio Napoli nel 2001[8] e Premio Campiello[9].
- 2007- Ciak d'oro[10]
  - Migliore sceneggiatura - Anche libero va bene
- Ha ricevuto, il 21 maggio 2024, la Cittadinanza onoraria del Comune di Saviano[11]